# Комедия положений
Коме́дия положе́ний — вид театрального и киноискусства, классический вид комедии, основанный на том, что герои фильма (спектакля) попадают в курьёзные, смешные ситуации. Сюжет комедии положений, в отличие от комедии нравов, строится на случайных и непредвиденных стечениях обстоятельств.

## История
- Комедия положений является одним из древнейших театральных жанров, основанным на курьёзных ситуациях в различных местах. Комедия положений была одним из ведущих жанров в творчестве Шекспира, Мольера, Бернарда Шоу. В России комедию положений «основал» Д. Фонвизин, а продолжили этот жанр Н. В. Гоголь и А. П. Чехов, как в драматургии, так и в обычной художественной литературе.

- Это понятие в литературе, кино и искусстве. Надо понимать, что любое литературное произведение строится на принципах драмы. Шутка, как маленькое литературное явление, также подвластна этим законам. Хоть шутка и состоит из двух частей: заход и добивка, но она также имеет базовую форму, которая представляет собой трёхактную структуру, где есть начало, какое-то развитие и итог. Мы с вами всегда знаем и представляем на уровне ассоциаций, какие события могли предшествовать тому, что мы имеем на настоящий момент и находимся в ожидании того, что произойдёт.
- Стандартные определения ситкома отсылают нас к английскому словосочетанию situation comedy, от которого слово «ситком» и образовано, и обычно наряду с буквальным переводом «ситуационная комедия» предлагают считать ситком телевизионным форматом, имеющим в основе давно существующий жанр «комедия положений».

## Примеры комедии положений в театре
- У. Шекспир, один из основателей классической комедии положений:
  - Двенадцатая ночь
  - Комедия ошибок
  - Венецианский купец
- Ж.-Б. Мольер
  - Мещанин во дворянстве
- А. Чехов
  - Медведь
- Н. Гоголь:
  - Женитьба

## Примеры комедии положений в кинематографе
- Леонид Гайдай, «король» советских кинокомедий положений: «Бриллиантовая рука», «Иван Васильевич меняет профессию», «За спичками», «12 стульев»;
- «Ширли-мырли» (Владимир Меньшов);
- Эльдар Рязанов: «Ирония судьбы, или С лёгким паром!», «Невероятные приключения итальянцев в России»;
- «Тридцать три», «Паспорт» (Георгий Данелия);
- «Приморский бульвар» (Александр Полынников);
- «Теория большого взрыва», «Друзья», «Как я встретил вашу маму».

В комедиях положений существуют только два типа событий: вызовы (проблемы, события, которые вынуждают героев действовать) и ответы на них. Каждый новый вызов требует нового ответа (действий), который в свою очередь приводит к появлению нового, более тяжелого вызова (проблемы).